# Nagroda Holberga
Nagroda Holberga – nagroda przyznawana corocznie naukowcowi, który wniósł wybitny wkład w badania w zakresie nauk humanistycznych, nauk społecznych, prawa lub teologii, zarówno w pojedynczej dziedzinie, jak i w ramach badań interdyscyplinarnych. Nazwa pochodzi od duńsko-norweskiego pisarza Ludviga Holberga, który wyróżnił się we wszystkich tych dziedzinach.
Nagrodę Holberga ustanowił parlament Norwegii 1 lipca 2003. Wynosi ona 6 milionów koron norweskich (stan w 2022). Laureat ogłaszany jest w marcu, zaś ceremonia wręczenia nagrody odbywa się w czerwcu w Bergen.

## Laureaci
| Rok  | Laureat/Laureatka   | Instytucja                                            |
| ---- | ------------------- | ----------------------------------------------------- |
| 2004 | Julia Kristeva      | Université Paris Diderot                              |
| 2005 | Jürgen Habermas     | Uniwersytet we Frankfurcie nad Menem                  |
| 2006 | Shmuel Eisenstadt   | Uniwersytet Hebrajski w Jerozolimie                   |
| 2007 | Ronald Dworkin      | Uniwersytet Nowojorski oraz University College London |
| 2008 | Fredric Jameson     | Uniwersytet Duke’a                                    |
| 2009 | Ian Hacking         | Uniwersytet Torontoński                               |
| 2010 | Natalie Zemon Davis | Uniwersytet Torontoński oraz Uniwersytet w Princeton  |
| 2011 | Jürgen Kocka        | Wolny Uniwersytet Berliński                           |
| 2012 | Manuel Castells     | Uniwersytet Południowej Kalifornii                    |
| 2013 | Bruno Latour        | Sciences Po w Paryżu                                  |
| 2014 | Michael Cook        | Uniwersytet w Princeton                               |
| 2015 | Marina Warner       | Uniwersytet Londyński (Birkbeck)                      |
| 2016 | Stephen Greenblatt  | Uniwersytet Harvarda                                  |
| 2017 | Onora O'Neill       | Uniwersytet w Cambridge                               |
| 2018 | Cass Sunstein       | Uniwersytet Harvarda                                  |
| 2019 | Paul Gilroy         | King’s College London                                 |
| 2020 | Griselda Pollock    | Uniwersytet w Leeds                                   |
| 2021 | Martha Nussbaum     | University of Chicago                                 |
| 2022 | Sheila Jasanoff     | Uniwersytet Harvarda                                  |